# Kiltsi (wieś)
Kiltsi – wieś w Estonii, w prowincji Lääne, w gminie Ridala. Na zachód od wsi znajdują się XIX wieczne ruiny dworu Ungru, a obok niego ruiny nieczynnego radzieckiego lotniska wojskowego.